# Oesophagostomum columbianum
Oesophagostomum columbianum är en rundmaskart som beskrevs av Curtice 1890. Oesophagostomum columbianum ingår i släktet Oesophagostomum och familjen Strongylidae. Arten är reproducerande i Sverige. Inga underarter finns listade i Catalogue of Life.